# Басс, Джон
Джонатан Басс (англ. Jonathan Bass; род. 22 сентября 1989, Беллэр, Техас, США) — американский киноактёр еврейского происхождения, наиболее известен в роли Ронни Гринбаума в фильме Спасатели Малибу.

## Ранняя жизнь и образование
Басс вырос в городе Беллэр, штат Техас, и учился в средней школе Беллэр, которую окончил в 2007 году. В 2011 году он окончил Бостонский университет, получив степень бакалавра изящных искусств по специальности «Театральное искусство».

## Карьера
После колледжа он переехал в Нью-Йорк и начал свою профессиональную актёрскую карьеру. Басс прослушивался на роль старейшины Каннингема в бродвейском мюзикле «Книга мормона», но не прошёл кастинг. Год спустя он был принят на роли в постановках в Денвере и Лос-Анджелесе, а затем заменил Джоша Гэда в роли на Бродвее.
В 2014 году он сыграл небольшую роль в комедийном сериале от HBO «Девчонки», а затем получил небольшие гостевые роли в «Новости» и «Обители лжи». Позднее, в 2015 году, он получил главную роль в комедийном сериале «Большое Время в Голливуде», изображая Дела Плимптона.
В 2016 году он сыграл реального адвоката Филипа Хиршкопа в историческом фильме «Лавинг». В 2017 году он снялся в фильме «Всю Ночь», сыграл роль Ронни Гринбаума в фильме «Спасатели Малибу» вместе с Заком Эфроном и Дуэйном Джонсоном, а также снялся в фильме «Большая игра» режиссёра Аарона Соркина.

## Фильмография
| Год  |   | Русское название      | Оригинальное название     | Роль                    |
| ---- | - | --------------------- | ------------------------- | ----------------------- |
| 2015 | ф | Крыса                 | Ratter                    | Грег                    |
| 2015 | ф | Джейн хочет парня     | Jane Wants a Boyfriend    | Стив                    |
| 2016 | ф | Лавинг                | Loving                    | Филип Хиршкоп           |
| 2017 | ф | Всю Ночь              | All Nighter               | Тревор                  |
| 2017 | ф | Спасатели Малибу      | Baywatch                  | Ронни Гринбаум          |
| 2017 | ф | Большая игра          | Molly's Game              | Шелли Хабиб             |
| 2018 | ф | Собачьи дни           | Dog Days                  | Гарретт                 |
| 2019 | ф | Меч доверия           | Sword of Trust            | Натаниэль               |
| 2019 | ф | Плюс один             | Plus One                  | Cartelli                |
| 2022 | с | Женщина-Халк: Адвокат | She-Hulk: Attorney at Law | Тодд Фелпс / КорольХалк |
| 2023 | с | Анатомия страсти      | Grey’s Anatomy            | Уильям Хадсон           |